# Марк Джеймс Вільямс
Марк Джеймс Вільямс MBE (англ. Mark James Williams; нар. 21 березня 1975 року) — валлійський професійний гравець у снукер, триразовий чемпіон світу (2000, 2003 і 2018 роки). Відомий своєю здатністю забивати надзвичайно складні окремі кулі. У сезоні 2002-2003 року виграв усі три турніри Потрійної Корони (Чемпіонат Великої Британії, Мастерс і Чемпіонат світу) і став лише третім гравцем в історії снукеру після Стіва Девіса та Стівена Хендрі, який зміг це зробити.
Крім того, він є першим (і на сьогоднішній день єдиним) гравцем, який виграв усі три версії професійних чемпіонатів світу зі снукеру - Чемпіонат світу з снукеру, Чемпіонат світу зі снукеру (версія 6 червоних) та Чемпіонат світу серед ветеранів. Марк став першим гравцем-шульгою, який виграв чемпіонат світу зі снукеру (зараз до нього додалися Ніл Робертсон і Джадд Трамп).

## Коротка біографія і перелік досягнень
Марк Джеймс Вільямс народився в місті Кум, поблизу міста Ебб-Вейл, у валлійському районі графства Бленау Гвент. Він почав грати в снукер в ранньому віці і виграв свій перший юніорський турнір, коли йому було одинадцять років; саме тоді він зрозумів, що хоче продовжити кар’єру снукериста. Свій перший серчурі-брейк він зробив, коли йому було тринадцять років, а перший максимальний тренувальний брейк (147 очок) ще до вісімнадцяти років.
Вільямс став професіоналом у 1992 році і закінчив свій перший сезон на 119 місці в рейтингу. Через три роки він потрапив до 16 найкращих у світі сезону 1996–97. Далі кар'єра продовжувалася наступним чином:  
1996 рік. Виграє свої перші два рейтингові титули на Welsh Open та Grand Prix.
1998 рік. Переміг Стівена Хендрі з рахунком 10-9 у знаменитому фіналі Мастерс на "Вемблі".
1999 рік. Уперше виграє чемпіонат Великої Британії.
2000 рік. Виграє свій перший титул чемпіона світу, відігравшись із 7-13 та в підсумку перемігши Метью Стівенса 18-16 у фіналі.
2003 рік. Виграє другий титул чемпіона світу, обігравши Кена Догерті 18-16 у фіналі в Крусіблі.
2005 рік. Робить свій перший максимальний брейк (147 очок) у Крусіблі.
2011 рік. Виграє 18-й рейтинговий турнір  у своїй кар’єрі на German Masters.
2017 рік. Вперше за 6 років перемагає в рейтинговому турнірі на Відкритому чемпіонаті Північної Ірландії, обігравши Яня Бінтао з рахунком 9-8 у фіналі.
2019 рік. Виграє German Masters. Втретє виграє чемпіонат світу, обігравши Джона Гіггінса з 18-16 в одному з найвідоміших фіналів у Крусіблі. У віці 43 років стає найстаршим переможцем чемпіонату світу з часів Рея Ріардона в 1978 році. Приєднується до Марка Селбі та Джона Спенсера у ролі трикратного чемпіона світу.
2019 рік. Досягає 35-го рейтингового фіналу в кар'єрі на China Championship, програвши в фіналі Шону Мерфі 9-10.
2021 рік. Виграє серію WST Pro, перемігши в фінальній групі і здобувши свій 23-й та перший із 2018 року рейтинговий титул. Виграє турнір British Open, у фіналі переміг Гері Вілсона з рахунком 6-4.
2022 рік. Виходить до фіналу Shoot Out. Доходить до півфіналу Чемпіонату світу, але програє Джадду Трампу 16-17. Робить свій третій максимальний брейк (147 очок) у 1/4 English Open.
2023 рік. Виходить до фіналу Мастерс, але програє Джадду Трампу з рахунком 8-10. Виграє свій 25 рейтинговий титул, перемігши в фіналі British Open Марка Селбі з рахунком 10-7.
2024 рік. Виходить до фіналу Saudi Arabia Masters, але поступається Джадду Трампу 9-10. Виграє Champion of Champions, у фіналі переграє Сяо Годуна 10-6.

## Особисте життя
Марк Джеймс Вільямс захоплюється грою в покер. Він пишається своєю валлійською спадщиною і має татуювання із зображенням валлійського дракона, який їсть англійський прапор. Є прихильником футбольного клубу Манчестер Юнайтед.
У Вільямса та його дружини Джоанни троє синів: Коннор (2004 р.н.), Кіан (2007 р.н.) та Джоель (2014 р.н.)
Вільямс товаришує з Метью Стівенсом і Стівеном Хендрі, а також боксером Джо Кальзаге.
Марк Джеймс Вільямс отримав ступінь МВЕ в червні 2004 р.